# 绍莫迪·拉约什
绍莫迪·拉约什（匈牙利語：Somodi Lajos，1928年12月4日—2012年5月9日），匈牙利男子击剑运动员。他曾代表匈牙利参加1956年夏季奥林匹克运动会击剑比赛，获得男子团体花剑铜牌。